# Jaryczów Nowy (hromada)
Jaryczów Nowy – hromada terytorialna w rejonie lwowskim obwodu lwowskiego Ukrainy. Siedzibą hromady jest osiedle typu miejskiego Jaryczów Nowy
Hromadę utworzono  w ramach reformy decentralizacji w 2020 roku.
Hromada jest podzielona na 7 starościńskich okręgów (Banunin, Barszczowice, Dziedziłów, Jaryczów Stary,Pikułowice, Wełykosiłky, Zapytów). W skład nowojaryczowskiej osiedlowej rady wchodzi 22 deputowanych.

## Miejscowości hromady
W skład hromady wchodzi 2 osiedla typu miejskiego Jaryczów Nowy i Zapytów oraz 16 wsi: 

- Jaryczów Nowy – osiedle typu miejskiego, siedziba hromady
- Zapytów – osiedle typu miejskiego
- Banunin
- Barszczowice
- Ceperów
- Chreniów
- Dziedziłów
- Jaryczów Stary
- Kukizów
- Łodyna Nowa
- Nahorce Małe
- Niesłuchów
- Pikułowice
- Podliski Wielkie
- Rudańce
- Sokołów
- Ubinie
- Wełykosiłky